# ويليام هنري غيست
ويليام هنري غيست هو محامي وسياسي أمريكي، ولد في 22 أغسطس 1807 في تشارلستون في الولايات المتحدة، وتوفي في 30 سبتمبر 1874 في مقاطعة يونيون في الولايات المتحدة. نشط حزبياً في الحزب الديمقراطي. وقد انتخب عضو مجلس نواب كارولاينا الجنوبية ‏ وانتخب عضو مجلس ولاية كارولاينا الجنوبية ‏ وانتخب حاكم كارولينا الجنوبية ‏ (10 ديسمبر 1858 – 14 ديسمبر 1860).